# Kurt Heissmeyer
Kurt Heissmeyer (Lamspringe (Baixa Saxònia) 26 de desembre del 1905 – Presó de Bautzen (RDA), 29 d'agost del 1967) era un pneumòleg, cap de servei al sanatori de Hohenlychen. Queda conegut pels seus experiments criminals sobre presoners adults i nens al camp de concentració de Neuengamme.

## Biografia
Després dels seus estudis de medicina a Friburg de Brisgòvia i Marburg va especialitzar-se a uns sanatoris per a malalties pulmonàries a Davos i a Berlín. El 1938 va ser nomenat cap de servei al sanatori per a tuberculosi a Lychen sota la direcció del metge SS Karl Gebhardt. Pel seu oncle, August, general de la Waffen-SS i el seu amic Oswald Pohl, director-general dels camps de concentració i d'exterminació, era ben connectat. El 1943 va escriure sobre el tractament mèdic de pacients amb tuberculosi: «Al futur, una cura sense límit de temps només pot ser atorgada als malalts que responen als criteris de raça».
Els experiments inhumans
Com que somiava d'una carrera de professor, li calia un estudi experimental. Proposà al Reichsgesundheidstführer (Cap del ministeri de la Salut del Reich) Leonardi Conti de testar la hipòtesi que una segona infecció amb mycobacterium tuberculosis podia suscitar una reacció semblant a una vacuna i provocar la formació d'anticossos contra la tuberculosi. La hipòtesi ja havia sigut invalidada al mig dels anys 1920, un fet que Heissmeyer, per manca de preparació ignorava. Per tal de poder guanyar temps, va proposar començar immediatament amb experiments humans, amb «material inferior», el mot nazi per a designar comunistes, marxistes, resistents, treballadors forçats, gais i jueus.
Va col·laborar amb Alfred Trzebinski, el metge del camp de Neuengamme per organitzar a una barraca especial, l'11, el seu laboratori experimental. Va iniciar els seus experiments amb 32 presoners adults soviètics, «voluntaris» atrets per la promesa d'una alimentació millor, sense conèixer l'abast dels experiments. Va, entre d'altres, fer penjar quatre d'entre ells per tal de poder dissecar-los. Després del fracàs d'aquest primer experiment, va concebre una nova versió amb nens. A finals del mes d'octubre del 1944 va demanar a Josef Mengele, metge al camp d'Auschwitz, un contingent de deu nens i deu nenes entre cinc i dotze anys sota el pretext de poder desenvolupar una vacuna contra la tuberculosi. Els nens van arribar al camp el 27 de novembre del 1944.
En apropar les tropes britàniques a l'abril del 1945, va demanar al seu amic Oswald Pohl o segons altes fonts directament a Heinrich Himmler de donar l'ordre de fer desaparèixer totes les proves i testimonis dels seus experiments humans a Neuengamme. Els nens, els seus quatre curadors i almenys 24 presoners soviètics van ser conduïts al soterrani abandonat de l'Escola del Bullenhuser Damm i van ser assassinats sense pietat en la seva absència. Durant els judicis de la Casa Curio no va quedar clar qui va donar l'ordre a qui, com que tots els implicats van declarar de manera a desculpar-se i donar la culpa als altres.
Després de la guerra
El 1946 va ser condemnat en contumàcia als Judicis de la Casa Curio a Hamburg. Després de la guerra va fugir a la República Democràtica Alemanya on va establir-se com a pneumòleg al consultori de son pare a Sandersleben. Va obrir un consultori i una clínica privats especialitzats en tuberculosi a Magdeburg, la Klinik des Westens. Ja el 1959 va ser reconegut, gràcies a un article al setmanari Stern, però va durar fins al 13 de desembre del 1963 fins que va ser arrestat, puix que es va aprofitar d'una certa indulgència no oficial al jove país, que patia d'una penúria de metges. El 1964, finalment, va ser arrestat a Magdeburg. Va ensenyar als instructors on es trobava una caixa amb documents i fotos que havia sebollit a Hohenlychen, convençut que aquests documents podien descarregar-lo en provar la seva motivació científica. Quan va confirmar-se el contrari, va confessar tots els crims. El 21 de juny de 1966 va ser condemnat a perpetuitat, per crim contra la humanitat pels seus experiments mortífers amb humans. Va morir a la presó de Bautzen.